# 中央军委军事科学研究指导委员会
中央军委军事科学研究指导委员会，是中央军事委员会议事协调机构，负责军事科学研究指导工作。

## 沿革
2017年，在深化国防和军队改革中，成立中央军委军事科学研究指导委员会。中央军委军事科学研究指导委员会连同2016年成立的中央军事委员会科学技术委员会成为中华人民共和国国防和军队科技创新全新的顶层架构。中央军委军事科学研究指导委员会是统筹协调机构，具体工作可能是由中国人民解放军军事科学院承担。由此形成以中央军委军事科学研究指导委员会、中央军委科学技术委员会为顶层架构，以军事科学院为龙头，以军兵种研究院为骨干，以院校和部队科研力量为辅助的军事科研力量。